# Bruno Antonucci
Bruno Antonucci (Lequile, 3 settembre 1936 – Lecce, 30 giugno 2014) è stato un politico italiano.

## Biografia
Fu il primo segretario provinciale di Confartigianato a Lecce.
Venne eletto alla Camera dei deputati con la Democrazia Cristiana alle elezioni politiche del 1987, rimanendo in carica per tutta la X legislatura, fino al 1992.
Morì all'età di 78 anni il 30 giugno 2014.